# Sandvikstorget

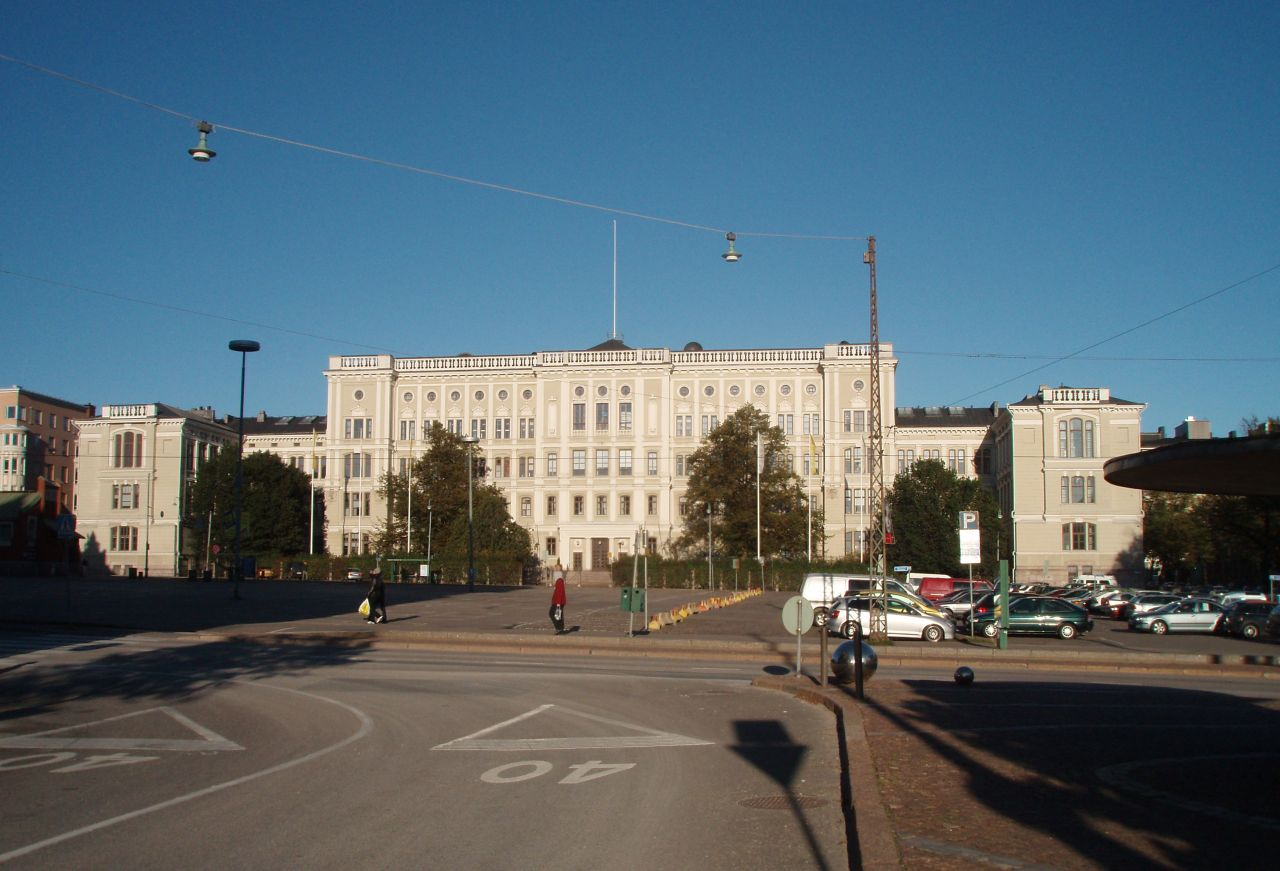
Sandvikstorget i Helsingfors. I bakgrunden Tekniska högskolans före detta huvudbyggnad, numera Yrkeshögskolan Metropolia.

Sandvikstorget (finska: Hietalahdentori) är ett torg i Sandviken i Helsingfors. Vid torget ligger Sandvikens saluhall (Selim A. Lindqvist, 1903), Tekniska högskolans före detta huvudbyggnad (Frans Anatolius Sjöström, 1877) och Sinebrychoffs före detta bryggeriområde. På torget fungerar en loppmarknad.